# Christoph Zarits
Christoph Zarits (* 16. September 1980 in Eisenstadt) ist ein österreichischer Politiker der Österreichischen Volkspartei (ÖVP). Von 2018 bis 2025 war er Generalsekretär des Österreichischen Arbeitnehmerinnen- und Arbeitnehmerbundes (ÖAAB).

## Leben
Christoph Zarits besuchte zwischen 1991 und 1999 das Realgymnasium in Eisenstadt. Er war zwischen 2001 und 2009 Angestellter in der Burgenländischen Landwirtschaftskammer. Danach wechselte er in die ÖVP Burgenland, wo er unter anderem als Regionalmanager für das nördliche Burgenland zuständig war.
Zarits ist seit 2002 im Gemeinderat von Zagersdorf und war von 2007 bis 2018 Vizebürgermeister. Seit 2016 ist er ÖAAB Bezirksobmann von Eisenstadt und war von 2014 bis 2018 Kammerrat in der Arbeiterkammer Burgenland. Seit dem November 2017 ist Christoph Zarits außerdem Bezirksparteiobmann der ÖVP Bezirk Eisenstadt-Umgebung.
Im Januar 2018 folgte er Karl Nehammer als Generalsekretär des ÖAAB nach. Im Juli 2019 folgte er Johann Rädler als Vertriebenensprecher im ÖVP-Parlamentsklub nach. Im April 2025 wurde er von Lukas Brandweiner als Generalsekretär des Bundes-ÖAAB abgelöst.
Im April 2025 wurde er als Nachfolger von Christian Sagartz als Landesparteiobmann der Volkspartei Burgenland designiert.